# Гранд-Манан (парафія, Нью-Брансвік)
Гранд-Манан (англ. Grand Manan) — парафія в Канаді, у провінції Нью-Брансвік, у складі графства Шарлотт.

## Населення
За даними перепису 2016 року, парафія нараховувала 145 осіб, показавши скорочення на 10,5%, порівняно з 2011-м роком. Середня густина населення становила 24 осіб/км².
З офіційних мов обидвома одночасно володіли 5 жителів, тільки англійською — 135.
Працездатне населення становило 68,2% усього населення, рівень безробіття — 13,3% (0% серед чоловіків та 0% серед жінок). 80% осіб були найманими працівниками, а 20% — самозайнятими.
45,5% мешканців мали закінчену шкільну освіту, не мали закінченої шкільної освіти — 27,3%, 31,8% мали післяшкільну освіту, з яких 28,6% мали диплом бакалавра, або вищий.
| Статево-вікова структура населення | Статево-вікова структура населення | Статево-вікова структура населення | Статево-вікова структура населення | Статево-вікова структура населення |
| ---------------------------------- | ---------------------------------- | ---------------------------------- | ---------------------------------- | ---------------------------------- |
|                                    |                                    |                                    |                                    |                                    |
| Всього                             | Всього                             | 46,7%53,3%                         |                                    |                                    |
| 0 — 14 років                       | 0 — 14 років                       |                                    | 10,3%                              | 10,3%                              |
| 15 — 64 років                      | 15 — 64 років                      |                                    | 62,1%                              | 62,1%                              |
| 65 і більше                        | 65 і більше                        |                                    | 27,6%                              | 27,6%                              |
| 85 і більше                        | 85 і більше                        |                                    | 3,4%                               | 3,4%                               |
| Середній вік (років)               | Середній вік (років)               | 47,449,7                           | 48,7                               | 48,7                               |
| Медіана (років)                    | Медіана (років)                    | 50,256,5                           | 52,5                               | 52,5                               |
| — чоловіки — жінки                 |                                    |                                    |                                    |                                    |

| Походження мешканців:     | Походження мешканців:     | Походження мешканців: | Походження мешканців: | Походження мешканців: |
| ------------------------- | ------------------------- | --------------------- | --------------------- | --------------------- |
| Походження                |                           |                       | осіб                  | %                     |
| Корінні американці        | Корінні американці        |                       | 10                    | 8.33%                 |
| Інше північноамериканське | Інше північноамериканське |                       | 80                    | 66.67%                |
| Європейське               | Європейське               |                       | 60                    | 50%                   |
| британське                | британське                |                       | 50                    | 41.67%                |

| Зайнятість населення за галузями (за класифікацією NOC): | Зайнятість населення за галузями (за класифікацією NOC): | Зайнятість населення за галузями (за класифікацією NOC): | Зайнятість населення за галузями (за класифікацією NOC): | Зайнятість населення за галузями (за класифікацією NOC): |
| -------------------------------------------------------- | -------------------------------------------------------- | -------------------------------------------------------- | -------------------------------------------------------- | -------------------------------------------------------- |
|                                                          |                                                          |                                                          |                                                          |                                                          |
| Управління                                               | Управління                                               |                                                          | 13,3%                                                    | 13,3%                                                    |
| Бізнес, фінанси та адміністрування                       | Бізнес, фінанси та адміністрування                       |                                                          | 20%                                                      | 20%                                                      |
| Природничі та прикладні науки                            | Природничі та прикладні науки                            |                                                          | 13,3%                                                    | 13,3%                                                    |
| Роздрібна торгівля та послуги                            | Роздрібна торгівля та послуги                            |                                                          | 13,3%                                                    | 13,3%                                                    |
| Природні ресурси, сільське господарство                  | Природні ресурси, сільське господарство                  |                                                          | 40%                                                      | 40%                                                      |

## Клімат
Середня річна температура становить 6,5°C, середня максимальна – 21,6°C, а середня мінімальна – -11,2°C. Середня річна кількість опадів – 1 247 мм.
| Клімат поселення                              | Клімат поселення | Клімат поселення | Клімат поселення | Клімат поселення | Клімат поселення | Клімат поселення | Клімат поселення | Клімат поселення | Клімат поселення | Клімат поселення | Клімат поселення | Клімат поселення | Клімат поселення |
| Показник                                      | Січ.             | Лют.             | Бер.             | Квіт.            | Трав.            | Черв.            | Лип.             | Серп.            | Вер.             | Жовт.            | Лист.            | Груд.            |                  |
| Середній максимум, °C                         | 0,21             | 0,83             | 5,00             | 10,72            | 15,88            | 20,48            | 21,62            | 21,47            | 17,75            | 12,40            | 7,58             | 1,45             |                  |
| Середня температура, °C                       | −5,47            | −4,84            | −0,69            | 5,04             | 10,19            | 14,80            | 17,70            | 17,53            | 13,84            | 8,46             | 3,66             | −2,48            |                  |
| Середній мінімум, °C                          | −11,15           | −10,53           | −6,36            | −0,64            | 4,53             | 9,13             | 13,77            | 13,60            | 9,90             | 4,54             | −0,27            | −6,4             |                  |
| Норма опадів, мм                              | 125              | 89               | 114              | 100              | 101              | 85               | 78               | 76               | 108              | 117              | 131              | 123              |                  |
| Середньомісячна швидкість вітру, м/с          | 5.13             | 5.14             | 5.08             | 4.75             | 4.32             | 4.00             | 3.52             | 3.44             | 3.94             | 4.56             | 5.04             | 5.26             |                  |
| Середньомісячна сонячна радіація, кДж/м²·день | 5448             | 8628             | 12428            | 15534            | 18373            | 20506            | 20105            | 17967            | 13668            | 8964             | 5392             | 4334             |                  |
| --------------------------------------------- | ---------------- | ---------------- | ---------------- | ---------------- | ---------------- | ---------------- | ---------------- | ---------------- | ---------------- | ---------------- | ---------------- | ---------------- | ---------------- |
| Джерело:                                      |                  |                  |                  |                  |                  |                  |                  |                  |                  |                  |                  |                  |                  |